# Панцерник (тип корабля)

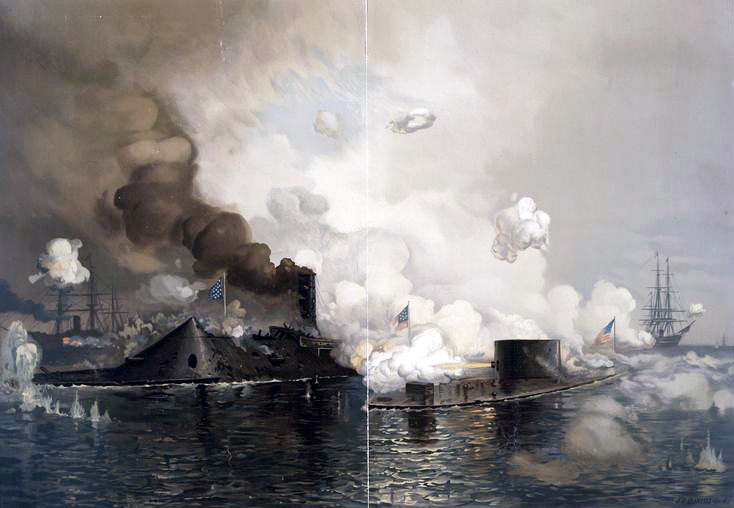
Перша битва між броненосцями: Корабель Конфедерації «Вірджинія» (ліворуч) проти корабля США «Монітор», 1862.

Па́нцерник (па́нцирник, бронено́сець)  — тип військового корабля, що несе захист з товстих броньових плит.

## Назва
У Словарі української мови Б. Д. Грінченка слово панцерник наведене в значенні «кірасир, латник» — тобто вояк, захищений панцирем, латами. Як відповідник російському броненосец він наводиться в «Словнику технічної термінології» під редакцією І. Шелудька і
Т. Садовського 1928 року. Укладений у 1970-х роках СУМ-11 наводить паралельні назви бронено́сець і па́нцирник (остання означає також бронеавтомобіль і бронепоїзд), а написання через е па́нцерник подає з позначкою «застаріле».

## Історія
Панцерник з'явився в середині XIX століття в результаті збільшення сили артилерії. Перший панцерник, «Глуар» (La Gloire), був спущений на воду у Франції в 1859 році, за Францією виробництво панцерників почала Британія та інші великі держави. Перші битви з участю панцерників мали місце протягом Громадянської війни в США, де панцерники проявили себе дуже ефективно. В результаті цього вони швидко витіснили неброньовані лінійні кораблі в ролі найпотужніших військових кораблів.
Панцерники проектувалися для ряду ролей, зокрема як лінійні кораблі відкритих морів, крейсери дальнього плавання і кораблі берегової оборони. Конструкції панцерників також швидко розвивалися. Ранні панцерники загалом зберігали вітрила разом з паровими машинами, і багато були збудовані (хоча і захищені бронею) з деревини. Скоро розвиток металургії та суднобудування перетворив панцерники на типи кораблів XX століття.
Морська тактика також перейшла у період швидких змін, оскільки військово-морські флоти намагалися знайти найкращі способи використання панцерників та їх взаємодії з неброньованими кораблями. Панцерники розвивалися у період, коли було мало великих морських битв, перш за все через британське домінування на морі. Проте, британський розвиток був швидко сприйнятий, а потім наздогнатий, військово-морськими флотами Франції, Росії і Німеччини.
Не існує чіткого кінця панцерного періоду, але у 1890-х роках стало важким проектувати великий військовий корабель зовсім без металевої броні, і термін «панцерник» поступово вийшов з використання. Нові кораблі дедалі більше нагадували сучасні лінкори та панцерні крейсери.

## Підтипи панцерників
За характером бронювання підрозділялися на такі підтипи:
- Батарейний — спадкоємець дерев'яних парусних лінкорів, гармати розташовані по всій довжині корабля, броня навішена на борти. Перші мореплавні — французький «Глуар» 1859, англійський «Воріор» 1861.
- Казематний — невелике число потужних гармат розташовувалося в броньованому казематі. Зберігали вітрильне оснащення. Перший — британський «Беллерофон» 1866. Останній — австро-угорський «Тегетгоф» 1882.
- Брустверно-баштовий — механізми башт артилерійських установок, рульова рубка, люки, труби тощо прикривалися броньованим бруствером, що підносився над палубою. Яскраві представники: англійський «Девастейшн» (1873), російський «Петро Великий» (1872).
- Барбетний — французька схема, коли артилерійські установки знаходилися в барбетах, що були броньовими кільцями близько 2 метрів заввишки, куди гармати опускалися для заряджання і коли в них не було потреби. Перевага барбета — великий кут піднесення ствола гармати і відсутність складного механізму обертання башти. Перший — французький «Адмірал Дюпре» (1881). Російські — «Чесма» (1887), «Дванадцять апостолів» (1892).
- Цитадельний — характеризується наявністю броньованої цитаделі в середній частині корабля, що захищає бойову частину (боєзапас і артилерійські механізми і рубка), на яку встановлювалися башти з невеликим числом гармат великого (головного) калібру. Бронювання носової і кормової частин часто мінімальне. Перші представники цього виду англійський «Інфлексібл» (1881), італійський «Кайо Дуїліо» (1880).

Подальше технічне удосконалення конструкцій броненосців включало збільшення площі бронювання, збільшення числа гарматних башт, що вело до збільшення тоннажності, яка на початку 20 століття становила від 10000 до 17000 т. Головний калібр гармат — 305 мм, броньовий пояс 300—450 мм, рідше більш 500 мм. Класичні приклади таких броненосців — англійський «Лорд Нельсон» 1905, французький «Дантон» 1911, італійський «Бенедетто Брін» 1905, німецький «Дойчлянд» 1906, російський «Князь Потемкин-Таврійський» 1892, американський «Джорджія» 1906, японський «Мікаса» 1902.

## Галерея

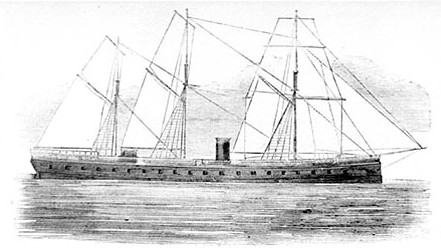
Батарейний броненосець «Глуар» (1859)
Казематний броненосець «Alexandra», Британія (1877)
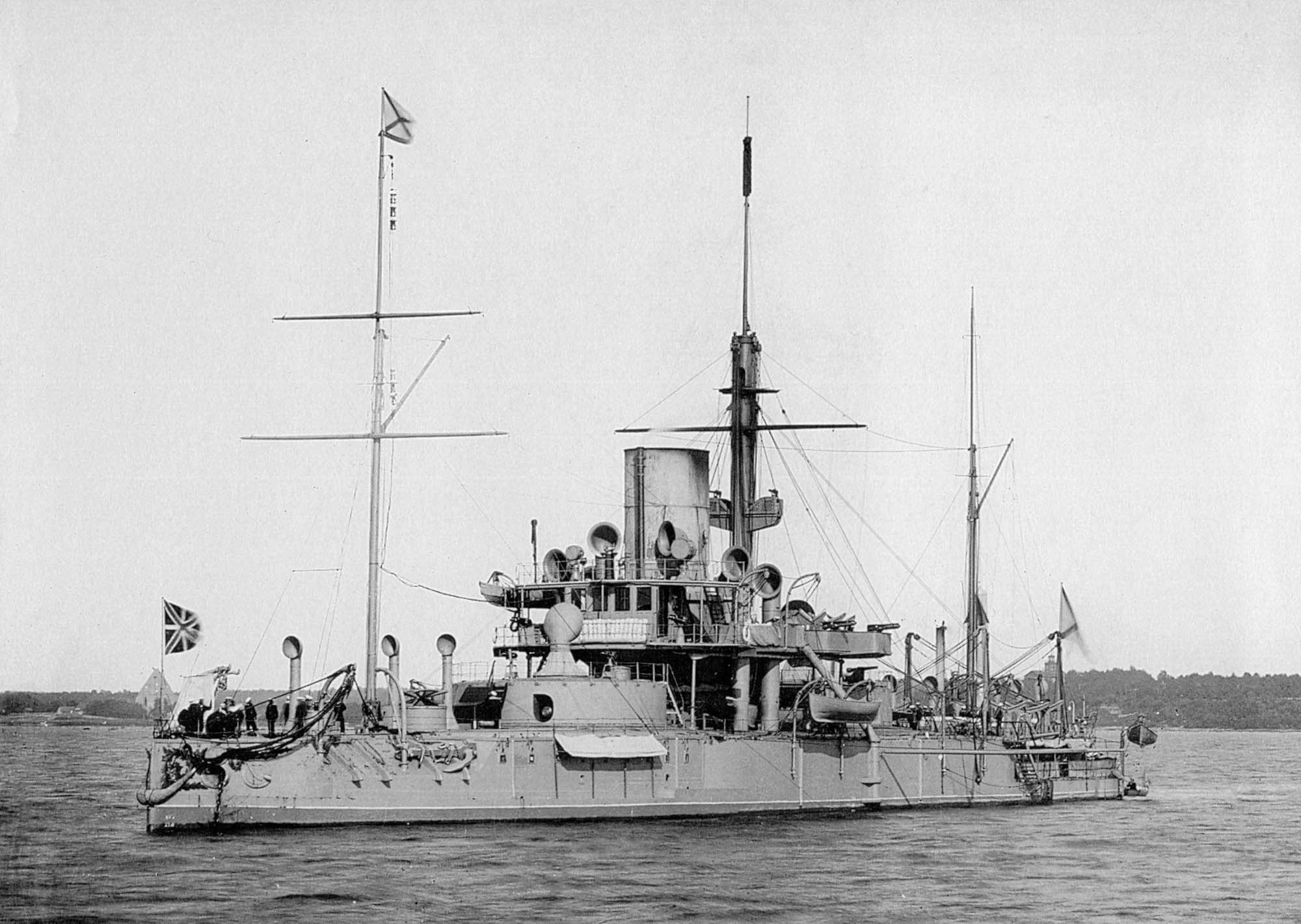
Брустверно-баштовий броненосець «Петро Великий», Росія, (1872)
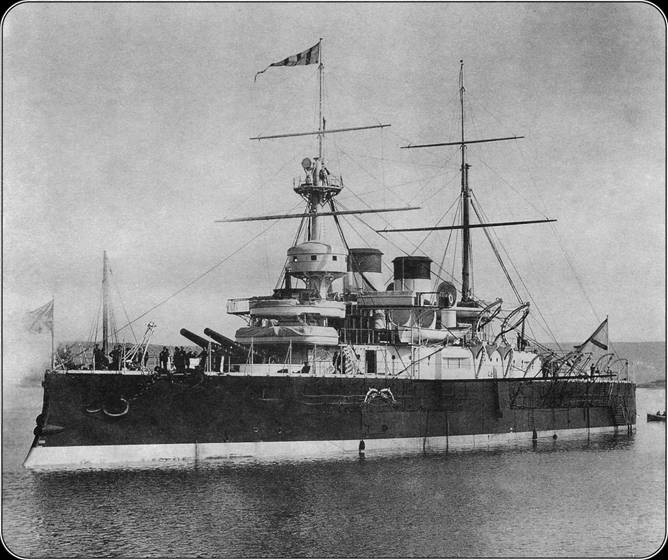
Барбетний броненосець «Дванадцять апостолів», Росія, (1892)